# 詹姆斯·阿特金森
詹姆斯·阿特金森（英語：James Atkinson，1929年1月10日—2010年7月31日），美国男子雪车运动员。他曾代表美国参加1952年冬季奥林匹克运动会雪车比赛，获得男子四人银牌。他于2010年去世，享年81岁。